# Ture Hedman
Ture Eskil Hedman (Stoccolma, 18 dicembre 1895 – Stoccolma, 3 agosto 1950) è stato un ginnasta svedese.

## Palmarès

### Olimpiadi
- 1 medaglia:
  - 1 oro (Anversa 1920 nel concorso svedese a squadre)